# Chiwa Saitō

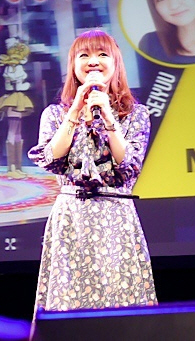
Chiwa Saitō, 2011

Chiwa Saitō (jap. 斎藤 千和, Saitō Chiwa; * 12. März 1981 in der Präfektur Saitama) ist eine japanische Synchronsprecherin (Seiyū).

## Leben
Ursprünglich wollte Chiwa Saitō Dolmetscherin werden und belegte auf der Oberschule einen Spezialisierungskurs für Fremdsprachen. Sie entschied sich jedoch um, nachdem sie in einem Magazin über Synchronsprecher und deren Arbeit las, das ihre Mutter aus Versehen kaufte. Im Juli in der 12. Klasse begann sie daher parallel zur Schule und später zum Studium Unterricht zur Synchronsprecherin an der Nihon Narration Engi Kenkyūjo zu nehmen. Im Januar des folgenden Jahres wurde sie nach einem Vorsprechen von der Agentur I’m Enterprise unter Vertrag genommen.
Ihr Debüt als Synchronsprecherin hatte sie mit einer Komparsenrolle bei der 1999 erschienenen Serie Majutsushi Orphen Revenge. Bereits 2001 erhielt sie eine Hauptrolle als die titelgebende Figur Kokoro in Kokoro Toshokan des Regisseurs Kōji Masunari. Ihre nächste Hauptrolle war 2003 die der Anita King in R.O.D -THE TV- vom selben Regisseur, aber auch in dessen folgenden Serien (Kamichu! und Uchū Show e Yōkoso) kam sie zum Einsatz. Mit zwei weiteren Hauptrollen in 2003 – Ayame Akimo in Mōsō Kagaku Series Wandaba Style und Lavie Head in Last Exile – war dies zudem das Jahr ihres Durchbruchs als Synchronsprecherin. Ebenso oft wurde sie auch mit der weiblichen Hauptrolle in Serien des Regisseurs Akiyuki Shimbō besetzt, wie Hazuki in Tsukuyomi – Moon Phase, Rebecca Miyamoto in Pani Poni Dash!, Hitagi Senjōgahara in Monogatari-Reihe und Homura Akemi in Puella Magi Madoka Magica.

## Rollen (Auswahl)

### Anime-Fernsehserien
1999
- Majutsushi Orphen Revenge (Remi)

2001
- Kokoro Toshokan (Kokoro)

2003
- R.O.D -THE TV- (Anita King)
- Mōsō Kagaku Series Wandaba Style (Ayame Akimo)
- Last Exile (Lavie Head)

2004
- Girls Bravo: First Season (Kirie Kojima)
- Keroro Gunsō (Natsumi Hinata)
- Sunabōzu (Kosuna / Taiko Koizumi)
- Tsukuyomi – Moon Phase (Hazuki)
- DearS (Neneko Izumi)

2005
- Aria The Animation (Aika S. Granzchesta)
- Girls Bravo: Second Season (Kirie Kojima)
- Gokujō Seitokai (Kaori Izumi)
- Pani Poni Dash! (Rebecca Miyamoto)

2006
- Aria The Natural (Aika S. Granzchesta)
- Tama & Friends: Sagase! Mahō no Punipuni Stone (Hatto)
- Astraea Testament: Good Witch of the West (Adel Roland)
- Yoshinaga-san Chi no Gargoyle (Futaba Yoshinaga)

2007
- Mobile Suit Gundam 00 (Louise Halevy)
- Shining Tears × Wind (Mao)
- Mahō Shōjo Lyrical Nanoha Strikers (Subaru Nakajima)
- Zombie-Loan (Yuuta)

2008
- Aria The Origination (Aika S. Granzchesta)
- Mobile Suit Gundam 00: Second Season (Louise Halevy)
- Kurogane no Linebarrel (Rachel Calvin)
- Kemeko Deluxe! (Kemeko)
- (Zoku) Sayonara Zetsubō Sensei (Meru Otonashi)
- Strike Witches (Francesca Lucchini)
- Rosario to Vampire Capu2 (Kokoa Shuzen)

2009
- (Zan) Sayonara Zetsubō Sensei (Meru Otonashi)
- Bakemonogatari (Hitagi Senjōgahara)

2010
- Strike Witches 2 (Francesca Lucchini)
- Dance in the Vampire Bund (Yuki Saegusa)
- Mitsudomoe (Miku Sugisaki)

2011
- Kyōkai Senjō no Horizon (Kimi Aoi)
- Pūneko (Pūsuke)
- Puella Magi Madoka Magica (Homura Akemi)
- Mitsudomoe Zōryōchū! (Miku Sugisaki)

2012
- Kyōkai Senjō no Horizon II (Kimi Aoi)
- Kuroko no Basuke (Riko Aida)
- Nisemonogatari (Hitagi Senjōgahara)

### OVA
- Aria The OVA – Arietta (Aika S. Granzchesta)
- Katte ni Kaizō (Chitan Tsubouchi)
- Dai Mahō Tōge (Paya-tan)

### Anime-Kinofilme
- Bleach: Memories of Nobody (Senna)
- Keroro Gunsō 1–5 (Natsumi Hinata)
- Strike Witches (Francesca Lucchini)
- 009 Re:Cyborg (Françoise Arnoul)
- Broken Blade (Sigyn Erster)
- Brave Story (Mina)
- Puella Magi Madoka Magica (Homura Akemi)

### Web-Anime
- Kyōsō Giga (Shōko-hakase)

### Computerspiele
- Soul Nomad & the World Eaters (Danette)
- Disgaea 3: Absence of Justice (Raspberyl u. a.)
- Tales of Vesperia (Patty Fleur)
- Phantasy Star Portable 2 (Emilia Percival)
- Shining Hearts (Xiaomei)
- Fate/Extra (Caster)
- Phantasy Star Portable 2 Infinity (Emilia Percival)
- Princess Frontier Portable (Monica)
- Rewrite (Kotori Kambe)
- Rewrite Harvest festa! (Kotori Kambe)
- Rune Factory 4 (Frey)